# Kalvsjön, Västergötland
Kalvsjön är en sjö i Falkenbergs kommun och Svenljunga kommun i Västergötland och ingår i Ätrans huvudavrinningsområde. Sjön är 21 meter djup, har en yta på 6,92 kvadratkilometer och är belägen 130,1 meter över havet. Sjön avvattnas av vattendraget Lillån (Kalvån).

## Delavrinningsområde
Kalvsjön ingår i det delavrinningsområde (634980-133470) som SMHI kallar för Utloppet av Kalvsjön. Medelhöjden är 147 meter över havet och ytan är 39,38 kvadratkilometer. Räknas de 21 avrinningsområdena uppströms in blir den ackumulerade arean 476,55 kvadratkilometer. Lillån (Kalvån) som avvattnar avrinningsområdet har biflödesordning 2, vilket innebär att vattnet flödar genom totalt 2 vattendrag innan det når havet efter 98 kilometer. Avrinningsområdet består mestadels av skog (59 procent). Avrinningsområdet har 7,88 kvadratkilometer vattenytor vilket ger det en sjöprocent på 20 procent.